# Good Resolutions
Good Resolutions è un cortometraggio muto del 1914 scritto, diretto  e interpretato da William Duncan. Tra gli altri attori, Myrtle Stedman, suo marito Marshall Stedman e Florence Dye.

## Produzione
Il film fu prodotto dalla Selig Polyscope Company.

## Distribuzione
Distribuito dalla General Film Company, il film - un cortometraggio di una bobina - uscì nelle sale cinematografiche statunitensi il 1º gennaio 1914.